# Paratrigonidium chichila
Paratrigonidium chichila är en insektsart som beskrevs av Sigfrid Ingrisch 2001. Paratrigonidium chichila ingår i släktet Paratrigonidium och familjen syrsor. Inga underarter finns listade i Catalogue of Life.